# Episclerite
Episclerite é uma doença benigna inflamatória autolimitante que afeta a parte do olho chamada episclera. A episclera é uma fina camada de tecido que situa-se entre a conjuntiva e a camada de tecido conectivo que forma o branco do olho (esclera). A episclerite é uma condição comum, e é caracterizada pelo início abrupto de dor ocular leve e vermelhidão.
Existem dois tipos de episclerite, aquele em que a episclera é difusamente afetada (episclerite difusa), e outra, em que os nódulos estão presentes na episclera (episclerite nodular). A maioria dos casos não têm nenhuma causa identificável, embora uma pequena fração dos casos estão associados a várias doenças sistêmicas. Muitas vezes, pessoas com episclerite a experimentam recorrentemente. O tratamento visa diminuir o desconforto, e inclui colírios lubrificantes. Os casos mais severos podem ser tratados com corticosteroides tópicos ou medicamentos anti-inflamatórios orais (AINEs).

## Sinais e sintomas
Os sintomas da episclerite incluem dor leve nos olhos, vermelhidão (hiperemia) e lacrimejamento. A dor da episclerite é tipicamente leve, menos grave do que em esclerite, e pode ser sensíveis à palpação.
Existem dois tipos de episclerite: o tipo difuso, em que a vermelhidão envolve toda a episclera, e o tipo nodular, onde o rubor aparece mais nodular, envolvendo apenas uma pequena área, bem circunscrita (setorial). O tipo difuso da episclerite pode ser menos doloroso do que o tipo nodular. Às vezes, pequenos nódulos estão presentes na episclera, que move-se ligeiramente sobre a esclera com uma leve pressão.
A descarga é ausente com episclerite, e a visão não é afetada. Pacientes com experiência na doença possuem uma fotofobia muito menor do que os pacientes com uveíte. A episclerite não causa a presença de células ou de alargamento na câmara anterior do olho.